# 20 октомври
20 октомври е 293-тият ден в годината според григорианския календар (294-ти през високосна година). Остават 72 дни до края на годината.

## Събития
- 1740 г. – Мария Тереза се възкачва на трона на Австрия. Франция, Прусия, Бавария и Саксония отказват да уважат завещанието на нейния баща Карл VI, император на Свещената римска империя, и започва Войната за австрийското наследство.
- 1827 г. – В битката при Наварин обединена турско-египетска флота е победена от британски, френски и руски военноморски сили в последната значителна битка, водена на дървени кораби.
- 1865 г. – Отава става столица на Канада.
- 1876 г. – С примирие приключва Сръбско-турската война.
- 1894 г. – На престола се изкачва последният руски император – Николай II.

- 1912 г. – По време на Балканската война приключва 6-дневната Люлебургаско-Бунархисарска операция, в която българите разбиват главните сили на османската армия в Източна Тракия.
- 1915 г. – В Божурище е открито първото училище за пилоти в България.
- 1923 г. – Осъществен е първият полет на спортния самолет АНТ-1.
- 1932 г. – В Далечния изток на СССР са създадени като административни единици Амурска област и Камчатска област.
- 1941 г. – Втората световна война: Хиляди цивилни са избити от нацистите по време на разстрелите в Кралево и Крагуевац в окупираната Югославия.
- 1944 г. – В Гватемала започва народно въстание срещу диктатурата, което приключва с успех едва през 1954 г.
- 1944 г. – С успеха на Белградската операция армията на Нацистка Германия претърпява поредно поражение.
- 1945 г. – Жените във Франция получават право да гласуват в избори.
- 1951 г. – Издадена е Заповед № 53, с която се сформира Българска национална доброволческа рота № 4093 на НАТО.
- 1955 г. – В София е учреден Съюз на българските журналисти.
- 1961 г. – Съветският съюз извършва първото изстрелване на балистична ракета от подводница, изстрелвайки Р-13 от Подводница проект 629.
- 1968 г. – Бившата първа дама на САЩ Жаклин Кенеди се омъжва за корабния магнат Аристотел Онасис.
- 1971 г. – Канцлерът на ФРГ Вили Бранд е удостоен с Нобелова награда за мир.
- 1973 г. – Английската кралица Елизабет II открива официално прочутата опера в Сидни, Австралия.
- 1986 г. – Полет 6502 на „Аерофлот“ се разбива при кацане на летище „Куйбишев“ (сега международно летище Куромоч) в Куйбишев (сега днешна Самара, Русия), умират 70 души.
- 2004 г. – Излиза първата версия на Ubuntu Linux.
- 2011 г. – В битка за Сирт е убит Муамар Кадафи, либийски лидер.

## Родени
- 1616 г. – Томас Бартолин, датски лекар († 1680 г.)
- 1620 г. – Алберт Кейп, нидерландски художник († 1691 г.)
- 1632 г. – Кристофър Рен, английски архитект († 1723 г.)
- 1677 г. – Станислав Лешчински, крал на Полша († 1766 г.)
- 1784 г. – Хенри Джон Темпъл, министър-председател на Обединеното кралство († 1865 г.)
- 1802 г. – Ернст Вилхелм Хенгстенберг, германски духовник († 1869 г.)
- 1805 г. – Габриел Биброн, френски зоолог († 1848 г.)
- 1825 г. – Сава Филаретов, български просветен деец († 1863 г.)
- 1838 г. – Марин Дринов, български историк († 1906 г.)
- 1854 г. – Артюр Рембо, френски поет († 1891 г.)
- 1859 г. – Георги Рафаилович, далматински духовник и книжовник († 1919 г.)
- 1859 г. – Джон Дюи, американски философ († 1952 г.)
- 1864 г. – Бранислав Нушич, сръбски писател, хуморист и комедиограф († 1938 г.)
- 1874 г. – Симеон Зографов, български архитект († 1949 г.)
- 1891 г. – Джеймс Чадуик, британски физик, Нобелов лауреат през 1935 г. († 1974 г.)
- 1904 г. – Методи Кецкаров, български художник († 1981 г.)
- 1906 г. – Ангел Тодоров, български издател († 1993 г.)
- 1915 г. – Мирче Ацев, македонски партизанин († 1943 г.)
- 1916 г. – Борислав Иванов, български актьор († 2001 г.)
- 1917 г. – Жан-Пиер Мелвил, френски кинорежисьор († 1973 г.)
- 1917 г. – Стефан Хесел, френски дипломат и писател († 2013 г.)
- 1919 г. – Костадин Дурев, български певец († 2011 г.)
- 1919 г. – Ксенте Богоев, български политик († 2008 г.)
- 1920 г. – Амет-хан Султан, съветски летец († 1971 г.)
- 1925 г. – Борис Димовски, български художник († 2007 г.)
- 1927 г. – Оскар Пастиор, германски поет († 2006 г.)
- 1929 г. – Сашко Гаврилов, български цигулар
- 1930 г. – Петер Юхас, унгарски българист
- 1931 г. – Хана Хегерова, словашко-чешка певица и актриса († 2021 г.)
- 1934 г. – Димитър Езекиев, български журналист († 2008 г.)
- 1944 г. – Васил Вълков, български борец
- 1945 г. – Рик Лий, британски рок музикант
- 1946 г. – Елфриде Йелинек, австрийска писателка, Нобелова награда за литература за 2004 г.
- 1951 г. – Йордан Христосков, български икономист
- 1953 г. – Клари Катона, унгарска певица
- 1955 г. – Златозар Боев, български орнитолог и палеонтолог
- 1956 г. – Дани Бойл, британски режисьор
- 1956 г. – Иван Гюргинчев, български учител
- 1957 г. – Енчо Данаилов, български актьор
- 1959 г. – Акиф Пиринчи, германски писател от турски произход
- 1959 г. – Йона, американски митрополит
- 1960 г. – Лепа Брена, босненска певица
- 1961 г. – Иън Ръш, уелски футболист
- 1964 г. – Камала Харис, 49-и вицепрезидент на САЩ
- 1965 г. – Албена Врачанска-Петрович, български композитор
- 1966 г. – Абу Мусаб ал-Заркауи, йордански терорист († 2006 г.)
- 1969 г. – Виктор Калев, български актьор и шоумен
- 1971 г. – Дани Миноуг, австралийска певица
- 1971 г. – Симеон Варга, унгарски политик, постоянен наблюдател от българската малцинствена квота в Националното събрание на Унгария
- 1971 г. – Снуп Дог, американски певец
- 1974 г. – Башар Рахал, български актьор
- 1976 г. – Пламен Горанов, застъпник за граждански права
- 1979 г. – Джон Кразински, американски актьор
- 1982 г. – Хосе Акасусо, аржентински тенисист
- 1991 г. – Георг Георгиев, български политик
- 1992 г. – Димитър Косев, български пианист

## Починали
- 460 г. – Елия Евдокия, византийска императрица (* 401 г.)
- 1740 г. – Карл VI, римски император (* 1685 г.)
- 1811 г. – Феликс де Асара, испански топограф (* 1746 г.)
- 1892 г. – Иван Богоров, български книжовник (* ок. 1820 г.)
- 1900 г. – Чарлз Дъдли Уорнър, американски писател (* 1829 г.)
- 1912 г. – Иван Николаев, български учител (* неизв.)
- 1928 г. – Юзеф Котарбински, полски артист (* 1849 г.)
- 1935 г. – Артър Хендерсън, британски политик, Нобелова награда за мир за 1934 г. (* 1863 г.)
- 1944 г. – Стоил Стоилов, български режисьор, актьор и театрален деец (* 1893 г.)
- 1960 г. – Иван Данчов, български лексикограф (* 1888 г.)
- 1964 г. – Хърбърт Хувър, 31-ви президент на САЩ (* 1874 г.)
- 1966 г. – Димитър Талев, български писател (* 1898 г.)
- 1984 г. – Пол Дирак, английски физик, Нобелова награда за физика за 1933 г. (* 1902 г.)
- 1986 г. – Кирил Вапорджиев, български виолончелист (* 1906 г.)
- 1987 г. – Андрей Колмогоров, руски математик (* 1903 г.)
- 1989 г. – Стефан Попов, български писател (* 1906 г.)
- 1994 г. – Бърт Ланкастър, американски актьор (* 1913 г.)
- 1999 г. – Джак Линч, ирландски политик (* 1917 г.)
- 2005 г. – Александър Христов, български журналист (* 1929 г.)
- 2009 г. – Яким Якимов, български режисьор (* 1925 г.)
- 2011 г. – Муамар Кадафи, либийски лидер (* 1942 г.)
- 2013 г. – Лорънс Клайн, американски икономист, Нобелова награда за икономика за 1980 г. (* 1920 г.)
- 2022 г. – Антон Дончев, български писател (* 1930 г.)

## Празници
- Световен ден за борба с остеопорозата[1]
- Ден на свързочни войски